# 泰島 (丹麥)
54°57′N 12°06′E / 54.950°N 12.100°E

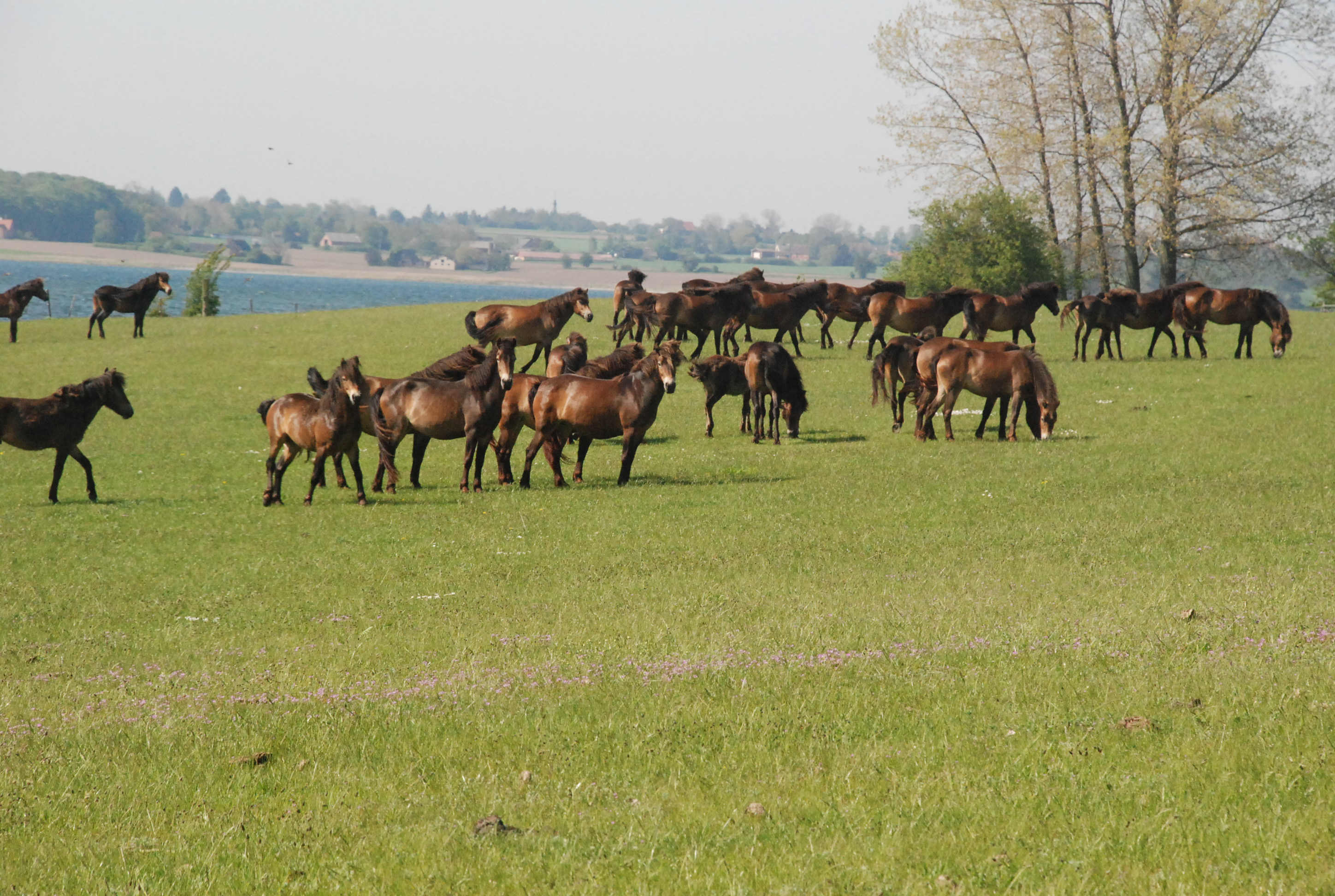
泰岛上的马

泰島（丹麥語：Tærø），是丹麥的島嶼，位於波羅的海，由沃爾丁堡市鎮負責管轄，處於西蘭島、默恩島和博島之間，面積1.75平方公里，最高點海拔高度11米。